# سلفادور موتا
سلفادور موتا (بالإسبانية: Salvador Mota)‏ (10 أبريل 1922 في المكسيك - 10 فبراير 1986 في المكسيك) هو لاعب كرة قدم مكسيكي في مركز حراسة المرمى، شارك في كأس العالم 1954. وشارك مع منتخب المكسيك لكرة القدم. أما مع النوادي، فقد لعب مع أتلانتي إف سي ونادي أمريكا ونادي غوادالاخارا ونادي نيكاكسا.

## وصلات خارجية
- سلفادور موتا على موقع الاتحاد الدولي (مؤرشف)  (الإنجليزية)
- سلفادور موتا على موقع ناشيونال فوتبول تيمز (الإنجليزية)
- سلفادور موتا على موقع Soccerway.com (الإنجليزية)
- سلفادور موتا على موقع عالم كرة القدم.نت (الإنجليزية)